# Pavao Radinović
Knez Pavao Radenović (Radinović) (? – 1415.) bio je jedan od najmoćnijih bosanskih plemića s kraja 14. i početka 15. stoljeća. Sin je rodonačelnika obitelji, plemića Radena (Radina) Jablanića. Pavao je rodonačelnik Pavlovića. 
Matični kraj bila mu je Prača. Udario je temelje velikoj obiteljskom posjedu, "zemlji Pavlovića". Nakon smrti kralja Tvrtka I. oslabila je središnja vlast, pa se Pavao širio iz matične Prače i utvrđenih gradova Borča i Pavlovca prema središnjoj Bosni i ka jugu. Posjedi su mu se prostirali u pravoj Bosni između rijeke Bosne i Drine sa stolnim gradom Borčem. Imao je Ustikolinu (između Foče i Goražda), Dobrun i Vrhbosnu. Držao je posjede u okolici današnjeg Sarajeva (Vrhbosna), Praču, Borač (kraj Vlasenice) i olovni rudokop Olovo, a od kraja 14. stoljeća još i Trebinje, Vrm s Klobukom i dio Konavala. Trebinje ( Popovo polje) i dio Konavala preuzeo je od Sankovića.
Po nalogu kralja Stjepana Dabiše Vlatko Vuković i knez Pavao Radinović napali su Sankoviće koji su u travnju 1391. prodali Dubrovčanima Konavle. Izbacili su ih iz Konavala, kralju ih nisu vratili, nego podijelili među sobom. Kod važnog trgovišta Prače izgradio je utvrđeni grad Pavlovac. Nakon smrti kralja Stjepana Dabiše 1395., podupro je izbor Jelene Grube za bosansku kraljicu. 
Ostvario je dobre odnose s Dubrovačkom Republikom. Dubrovčanima je dao 1397. povlasticu o slobodnoj trgovini na svom posjedu, a oni su mu dali dubrovačko građanstvo. Godine 1415. godine ubijen je u Sutisci po nalogu vojvode Sandalja Hranića, na Parenoj poljani. Na čelu plemićke zavjere protiv Radenovića čini se bili su bosanski kralj i ban Stjepan Ostoja. Pavao je bio pristaša protukralja Tvrtka II., osmanskog štićenika. 
O smrti svog građanina dubrovačku je vladu 24. kolovoza 1415. izvijestio Ivan Gundulić, dubrovački poslanik na kraljevskom dvoru u Sutisci.
Imao je dvojicu sinova, vojvodu Petra I. († 1420.) i kneza Radoslava († 1441.). Radi zaštite obiteljske imovine, zatražili su zaštitu od Turskog Carstva koje je sve više upadalo. Braća su pokrenuli vojnu protiv Sandalja Hranića (1415. – 1420.) i Kosača, smatrajući ih krivima. Pavlova smrt izazvala je sukob s Kosačama, tj. Hranićima. Zbog toga što su uživali osmansku zaštitu i pomoć, Pavlovići su uspješno ratovali te su Sandalja Hranića potisnuli na njegove posjede u Humu i Konavlima.
Petar I. je poginuo u borbi s dojučerašnjim podupirateljima Turcima, a Radoslav se oženio Teodorom, kćeri Vukca Hranića. Skupa sa sinom, knezom Ivanišem, Radoslav je ratovao s Dubrovnikom za Konavle. Rat je okončan mirom 1427. godine.